# Álvaro Morte
Álvaro Antonio García Morte  (n. 23 februarie 1975, Algeciras, Andaluzia, Spania) este un actor spaniol și este cunoscut pentru rolurile sale din seriale, în special în cele produse de și pentru Antena 3. A jucat în Amar es para siempre, El Secreto de Punte Viejo și La Casa de Papel, printre altele. În 2012 a fondat compania teatrală 300 Pistolas și a început să regizeze piese de teatru precum El lazarillo de Tormes, Tres sombreros de copa, La casa de Bernarda Alba sau El perro del hortelano. Álvaro a devenit cunoscut în toată lumea pentru rolul enigmaticului Profesor.